# Dăržavno părvenstvo po futbol 1931
Il Dăržavno părvenstvo po futbol 1931 fu la settima edizione della massima serie del campionato di calcio bulgaro concluso il 13 settembre 1931 con la vittoria dell'Atletik-Slava 23, al suo primo titolo.

## Formula
Venne disputata una fase regionale in cui ognuno dei tredici raggruppamenti (okrazhni sportni oblasti) organizzò un proprio campionato con la vincente qualificata alla fase nazionale.
Una regione non terminò entro il tempo imposto dalla federazione pertanto partecipanti alla fase nazionale furono dodici.
La competizione nazionale si svolse ad eliminazione diretta con gare di sola andata.
Tutti gli incontri si disputarono a Sofia.

## Squadre partecipanti
| Squadra               | Città          | Stadio | Federazione regionale |
| --------------------- | -------------- | ------ | --------------------- |
| Šipčenski Sokol Varna | Varna          |        | Varna                 |
| Han Omurtag Šumen     | Šumen          |        | Šumen                 |
| Napredăk Ruse         | Ruse           |        | Ruse                  |
| FK Etăr               | Veliko Tărnovo |        | Tărnovo               |
| Pobeda 26 Pleven      | Pleven         |        | Pleven                |
| Orel-Čegan 30 Vraca   | Vraca          |        | Vraca                 |
| Sportist Vidin        | Vidin          |        | Lom                   |
| Atletik-Slava 23      | Sofia          |        | Sofia                 |
| Levski Dupnica        | Dupnica        |        | Kjustendil            |
| Botev Plovdiv         | Plovdiv        |        | Plovdiv               |
| Bǎlgarija Haskovo     | Haskovo        |        | Haskovo               |
| Non terminato         |                |        | Stara Zagora          |
| Slava Jambol          | Jambol         |        | Primorsko             |

## Fase finale

### Primo turno
| Squadra 1             | Risultato | Squadra 2           |
| --------------------- | --------- | ------------------- |
| Šipčenski Sokol Varna | 1 - 0     | PFC Botev Plovdiv   |
| Slava Yambol          | 3 - 1     | Sportist Vidin      |
| Atletik-Slava 23      | 5 - 0     | FK Etăr             |
| Napredăk Ruse         | 3 - 1     | Pobeda 26 Pleven    |
| H. Omurtag Šumen      | 2 - 0     | Levski Dupnixa      |
| Bǎlgarija Haskovo     | 6 - 2     | Orel-Čegan 30 Vraca |

### Secondo turno
| Squadra 1             | Risultato | Squadra 2         |
| --------------------- | --------- | ----------------- |
| Atletik-Slava 23      | 7 - 0     | Slava Jambol      |
| Šipčenski Sokol Varna | 5 - 1     | Bǎlgarija Haskovo |
| Napredăk Ruse         | 3 - 1     | H. Omurtag Šumen  |

### Semifinali
Il Shipchenski sokol Varna fu direttamente ammesso alla finale.
| Squadra 1        | Risultato | Squadra 2     |
| ---------------- | --------- | ------------- |
| Atletik-Slava 23 | 3 - 1     | Napredăk Ruse |

### Finale
La finale fu sospesa al 73º minuto sul 2-1 per la squadra di Varna che abbandonò il campo e perse a tavolino per una mancata espulsione ad un giocatore dell'Atletik-Slava 23 che ruppe la gamba ad un proprio calciatore e non fu sanzionato dall'arbitro nonostante ripetute richieste.
| Sofia 13 settembre 1931 | Atletik-Slava 23 | 3 – 0 | Šipčenski Sokol Varna |  |

## Verdetti
- Atletik-Slava 23 Campione di Bulgaria